# 伊藤茂 (軍人)
伊藤 茂（いとう しげる、1904年（明治37年） - 1944年（昭和19年）11月21日）は、海軍軍人、海軍大佐。

## 経歴
新潟県村上市出身。
海軍兵学校第52期。
1944年、戦艦「金剛」に乗り組み、台湾沖にて戦死をとげた。